# Pereira (Chantada)
Pereira (llamada oficialmente San Mamede de Pereira) es una parroquia española del municipio de Chantada, en la provincia de Lugo, Galicia.

## Organización territorial
La parroquia está formada por cuatro entidades de población:
- Pereira de Baixo (Pereira de Abaixo)
- Pereira de Riba (Pereira de Arriba)
- Soilán
- Xedive

## Demografía
| Gráfica de evolución demográfica de Pereira entre 2000 y 2019 |
|                                                               |
| Datos según el nomenclátor publicado por el INE.              |